# Andrea Fleischer

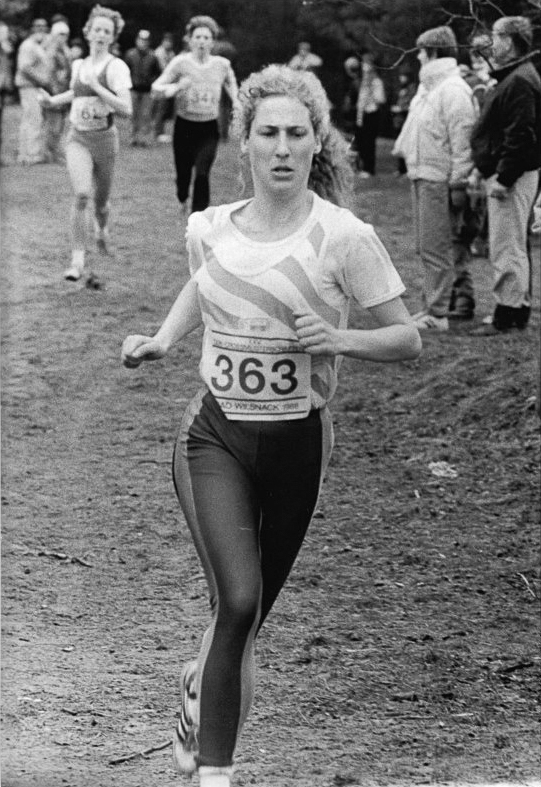
Andrea Fleischer beim Gewinn der DDR-Cross-Meisterschaft über 2000 Meter

Andrea Fleischer (nach Heirat Holzschuh; * 19. Februar 1963 in Saalfeld/Saale) ist eine ehemalige deutsche Langstreckenläuferin.
1988 wurde sie DDR-Meisterin im Crosslauf und im Marathon. 1990 kam sie bei den Crosslauf-Weltmeisterschaften in Aix-les-Bains auf den 116. Rang. Nach einem dritten Platz beim Paderborner Osterlauf und einem fünften beim München-Marathon wurde sie als Gesamtsiegerin beim Leipzig-Marathon letzte Marathon-Meisterin der DDR. Im Herbst folgte ein zweiter Platz beim Regensburg-Marathon und ein fünfter beim Frankfurt-Marathon.
1992 belegte sie bei den Halbmarathon-Weltmeisterschaften in South Shields den 59. Rang. Im Jahr darauf wurde sie als Gesamtzweite beim Hannover-Marathon deutsche Vizemeisterin. Beim im Rahmen des San-Sebastián-Marathons ausgetragenen IAAF-Weltcup-Marathon kam sie auf den 26. Platz, bei den Halbmarathon-Weltmeisterschaften in Brüssel auf den 56. Platz.
1995 lief sie bei den Halbmarathon-Weltmeisterschaften in Belfort auf Platz 47 ein und siegte beim Silvesterlauf Trier. 1996 wurde sie Achte bei der Route du Vin, 1997 gewann sie den Griesheimer Straßenlauf.
Andrea Fleischer ist gelernte Sekretärin. Bis 1990 startete sie für den SC Motor Jena, der nach der Wende im TuS Jena aufging. 1994 wechselte sie zum LAC Quelle.

## Persönliche Bestzeiten
- 800 m: 2:04,21 min, 18. August 1985, Potsdam
- 1500 m: 4:12,93 min, 25. August 1987, Berlin
- 3000 m: 9:08,49 min, 21. Juni 1992, München
- 5000 m: 15:46,6 min, 21. Juni 1996, Köln
- 10.000 m: 33:19,38 min, 24. Mai 1997, Osnabrück
- Halbmarathon: 1:11:44 h, 28. September 1996, Remich
- 25-km-Straßenlauf: 1:29:50 h, 14. April 1990, Paderborn
- Marathon: 2:37:11 h, 18. April 1993, Hannover